# 蒂爾堡峰
thumb|right
64°46′S 60°54′W / 64.767°S 60.900°W
蒂爾堡峰是南極洲的山峰，位於葛拉漢地東岸，屬於丘斯滕迪爾嶺的一部分，處於德里加爾斯基冰川下游的南面，海拔高度610米。